# Goro (Mortal Kombat)
Goro là một nhân vật hư cấu trong sê-ri game đối kháng Mortal Kombat. Goro xuất hiện ngay từ phần đầu tiên, Mortal Kombat 1992 với tư cách là một con boss trùm (người chơi không điều khiển được), thách thức người chơi trước khi đấu trận cuối với boss Shang Tsung. Goro là giống lai nửa người nửa rồng, có 4 tay, thuộc hệ Shokan. Trong cốt truyện, hắn là nhà vô địch của giải đấu Mortal Kombat trong suốt 500 năm, cho đến khi Liu Kang xuất hiện. Khác với các nhân vật khác ghi hình bằng chuyển động của diễn viên người thật, Goro là một bức tượng dựng hoạt hình kết hợp kỹ thuật stop motion.. Nhân vật này còn xuất hiện trong cả game Tekken.